# Carl Jung (malarz)

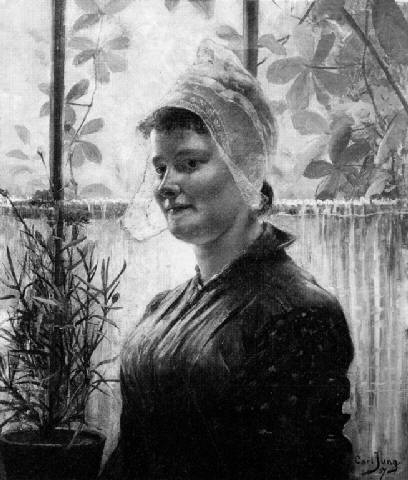
Młoda kobiet przy oknie

Carl Jung (ur. 24 kwietnia 1852 w Rathenow, zm. 2 września 1924 w Kassel) – niemiecki malarz, grafik i profesor.
Studiował malarstwo w Monachium i Berlinie. W 1893 rozgłos przyniósł artyście obraz „Auf der Lasterallee im Zoologischen Garden” wystawiony na wystawie „Grossen Berliner Kunstausstellung”. Malarz tworzył w Berlinie, Kassel i Monachium, w których posiadał własne pracownie. Jung zajmował się również grafiką oraz ilustracją książek. 
Był profesorem malarstwa w Kunstschule Berlin, od 1906 wykładał w Akademii Sztuk Pięknych  w Kassel.